# タスマン・ハイウェイ
タスマンハイウェイ（Tasman Highway）は、オーストラリア・タスマニア州の幹線道路。
州都ホバートと、ローンセストンを東沿岸、タスマン海に沿って結ぶ。

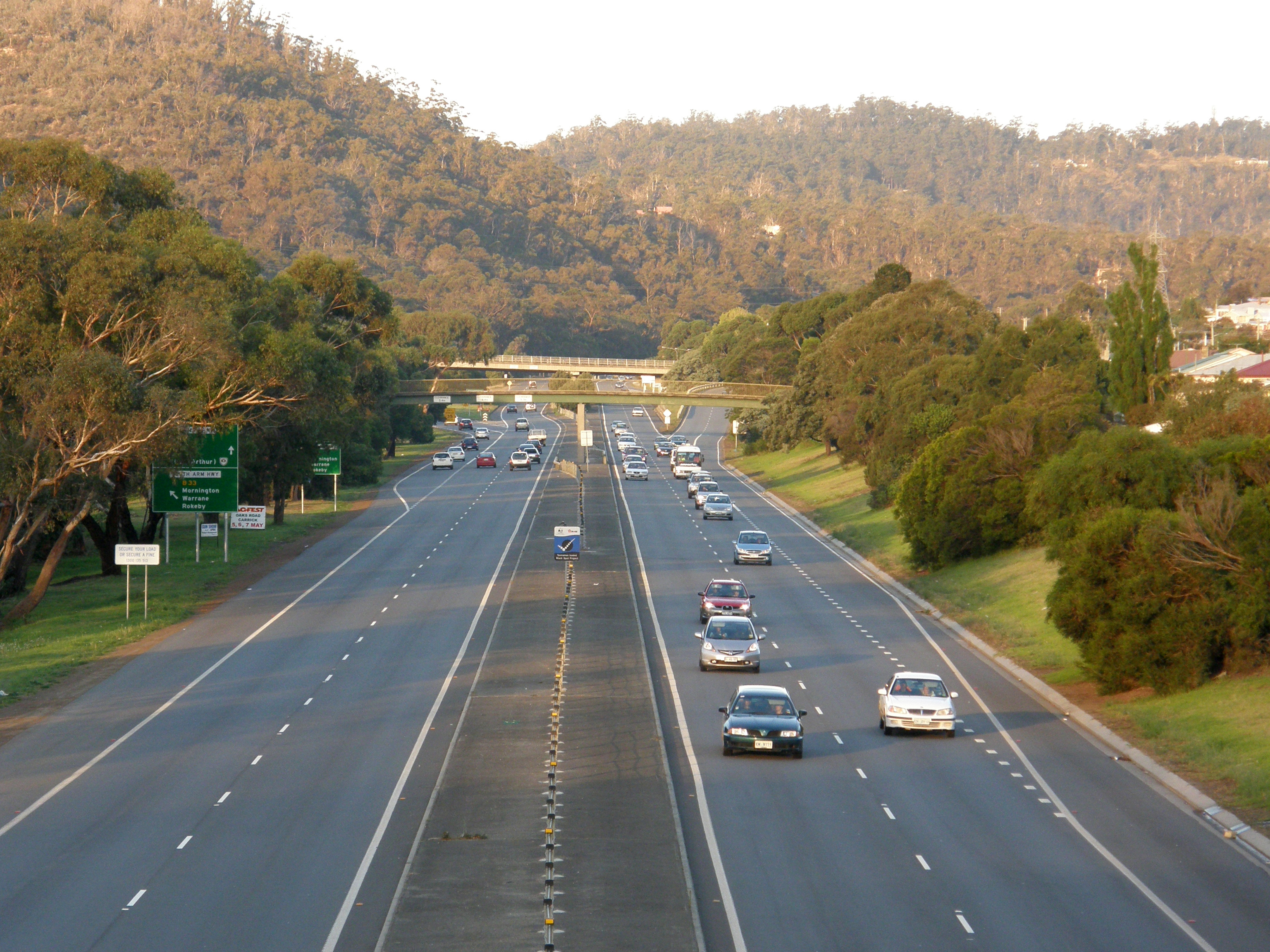
ワラン付近

## 経由地

タスマン・ハイウェイ

- ローンセストン
- St Leonards
- スコッツデイル
- St Marys
- St Helens
- Triabunna
- Orford
- ゾレル
- ホバート